# Mariakapel (Belfeld)

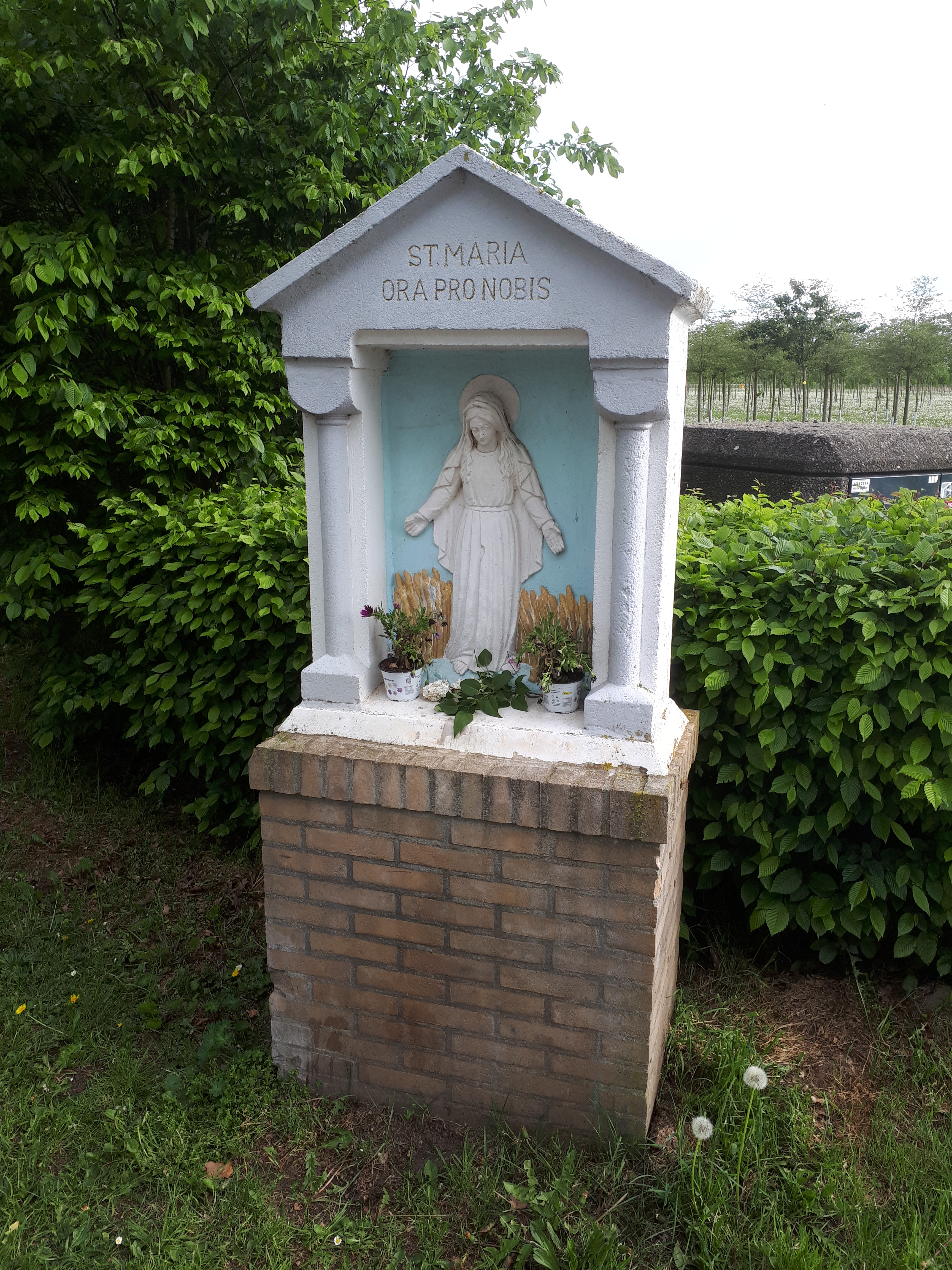
De Mariakapel

De Mariakapel is een kapel in Belfeld in de Nederlandse gemeente Venlo. De kapel staat aan de Reuverweg op de plaats waar de Patersweg hierop uitkomt ten zuidwesten van het dorp.
De kapel is gewijd aan de heilige Maria.

## Geschiedenis
Rond 1955 werd de kapel voor het eerst gebouwd door Drees Gielen. In de omgeving werden de landbouwgronden gebruikt voor de voedselproductie voor het Missiehuis in Steyl.
In 2011 werd de kapel herbouwd.

## Bouwwerk
De niskapel is opgetrokken op een rechthoekig grondplan en bestaat uit twee delen. Het onderste deel is de sokkel die bestaat uit gele gemetselde bakstenen, 40 centimeter diep, 90 centimeter hoog en 90 centimeter breed. Bovenop de sokkel staat een in beton gegoten geheel bestaande uit twee zuilen met kapitelen die bekroond worden met een fronton. Het geheel van de bovenbouw is grotendeels wit en grijs geschilderd. In de fronton is een tekst aangebracht:

ST. MARIA – ORA PRO NOBIS(St. Maria - Bid voor ons)

Tussen de zuiltjes bevindt zich een rechthoekige nis. In de nis bevindt zich een bas-reliëf van Maria en toont de heilige met uitgestrekte handen terwijl ze met blote voeten tussen de korenhalmen staat.